# Route des gorges de Luz
La route des gorges de Luz est une section de la route départementale 921 anciennement  route nationale 21 dans le département des Hautes-Pyrénées reliant Argelès-Gazost dans la vallée de Saint-Savin et Luz-Saint-Sauveur dans le Pays Toy, comprenant les vallées de Barèges de Luz et de Gavarnie.

## Descriptif
L'itinéraire présente une longueur de 12 km et depuis Luz-Saint-Sauveur passe par les différents sites suivants ; le pont de Pescadère (pêcheur) qui enjambe le gave de Gavarnie, la centrale hydroélectrique du Pont de la Reine, le pont de la Reine (et sa colonne), le pont d’Enfer, puis les paravalanches de 1954 et de 1956, l'ancien tunnel de l'Arriou-Cluc et la centrale hydroélectrique de Soulom.

## Histoire

### Contexte
Le Pays Toy, pays de montagnards était d'un accès difficile où il n'était possible d'y parvenir que par l'Espagne et le port de Boucharo, Bagnères de Bigorre via le col du Tourmalet ou par Soulom par un sentier que Vauban lui-même estimait « difficile » pour y faire passer Madame de Maintenon et le duc du Maine qui devaient « prendre les eaux » aux thermes de Barèges en 1675 et qui préféraient passer par le col du Tourmalet malgré son altitude.

### Ancien tracé
Avant la création de la route actuelle dans le courant du XVIIIe siècle deux itinéraires existaient, l'un depuis Soulom montait sur le versant des gorges de Cauterets pour basculer sur le versant Luz sous le pic de Viscos et rejoignait le col de Riou ou l’on trouvait une hôtellerie puis par les villages de Sazos et Sassis.
L'autre, passait sur l'autre versant (rive droite du Gave de Pau) par un itinéraire afin d'atteindre Chéze par les mines jusqu'au hameau d'Ortiac à flanc de montagne, 300 à 400 mètres au-dessus du Gave. Ces chemins accessibles à pied et au mieux avec un âne ou un mulet permettaient encore une activité au début du XXe siècle

Sélection de vues diverses
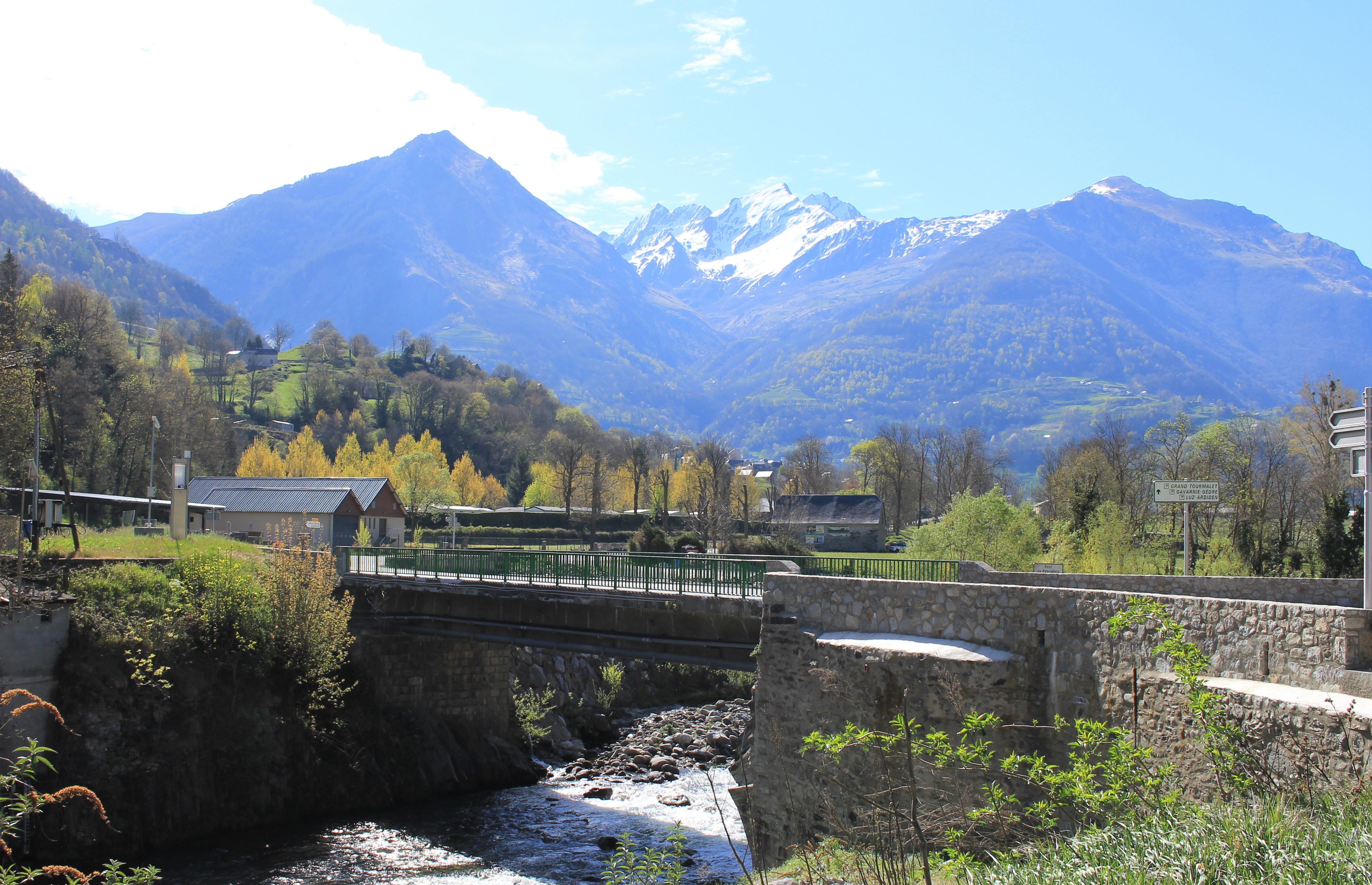
Pont de Pescadère.
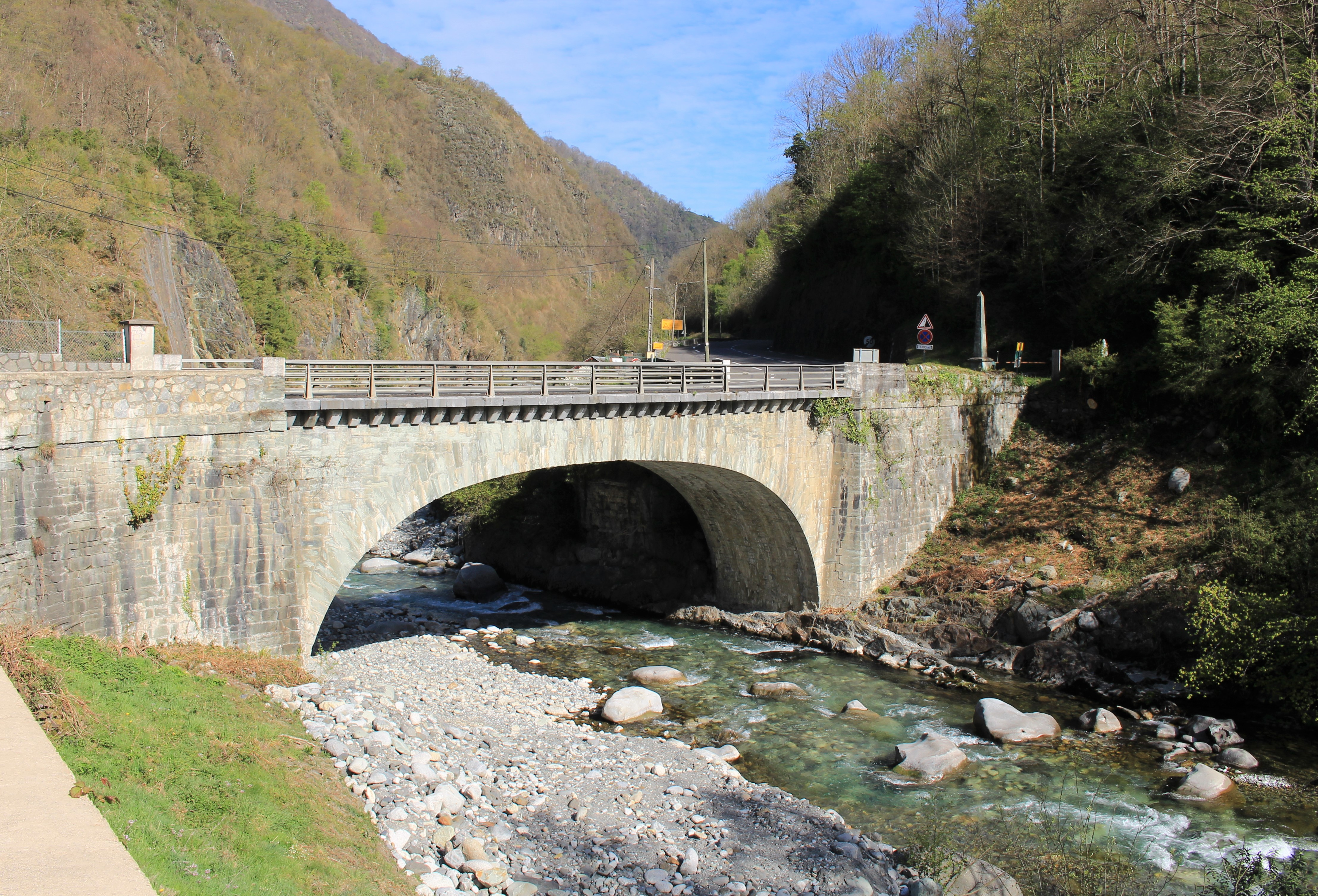
Pont de la Reine.
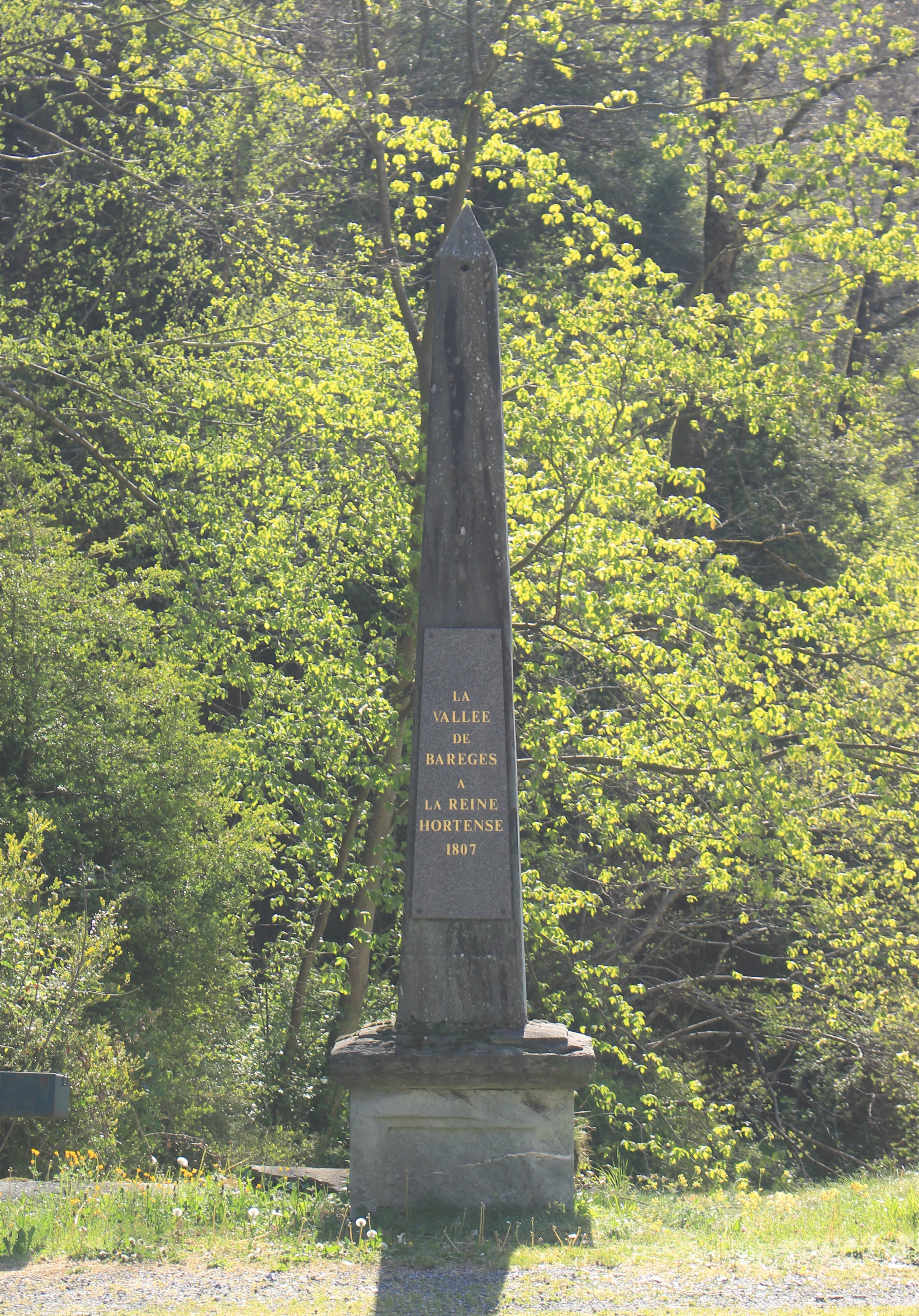
Colonne de la Reine Hortense.
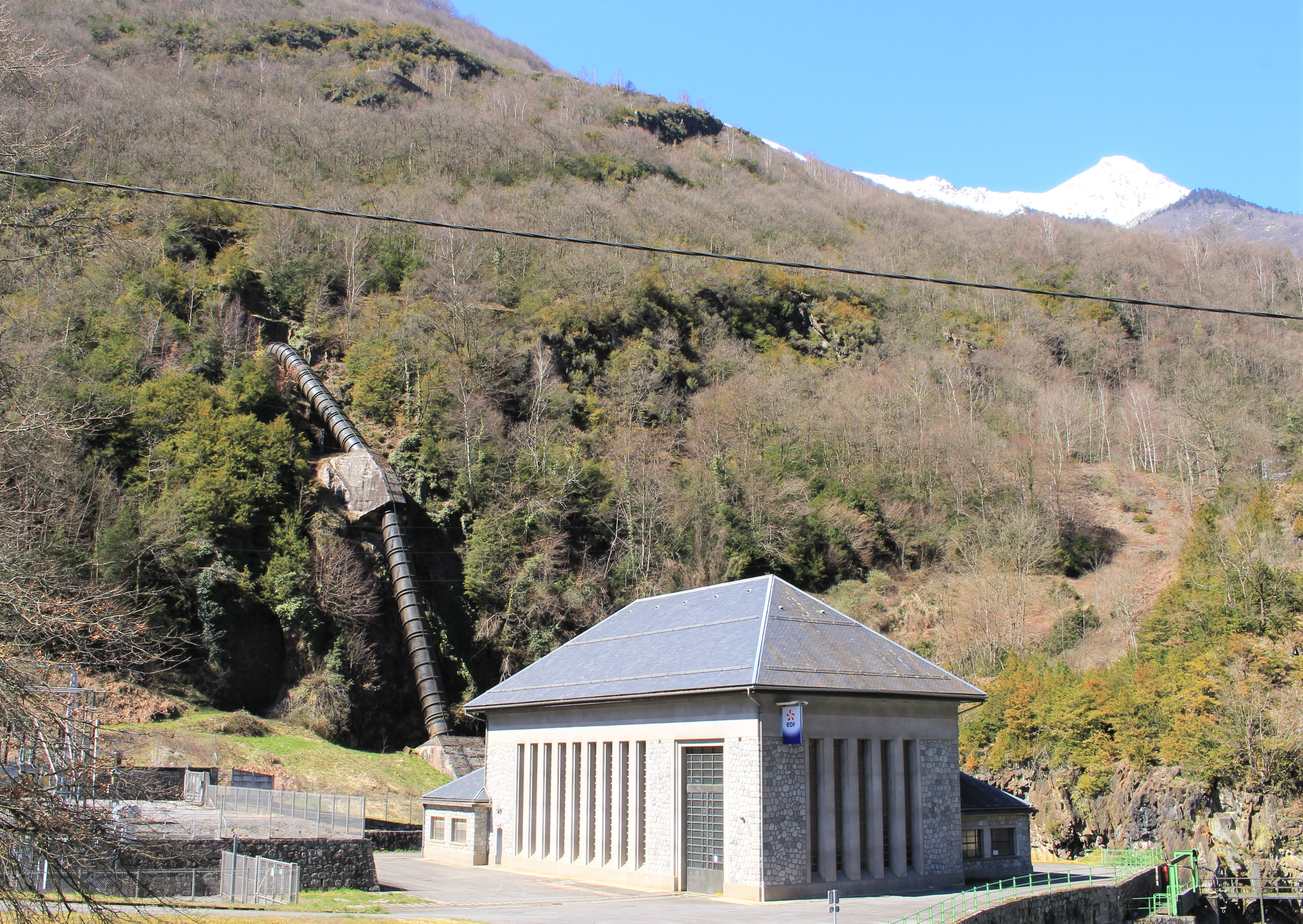
Centrale hydroélectrique du Pont de la Reine.
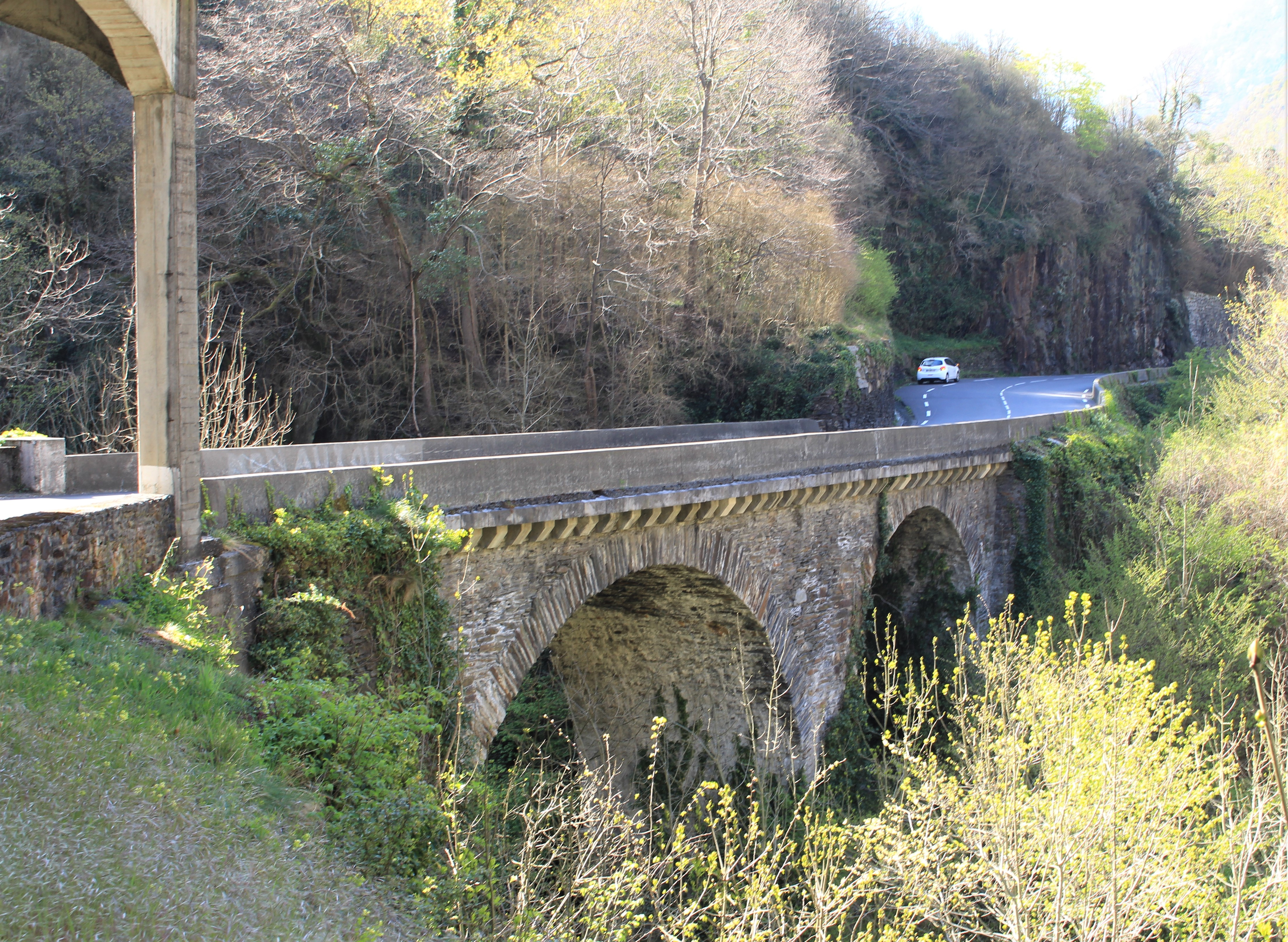
Pont d’Enfer.
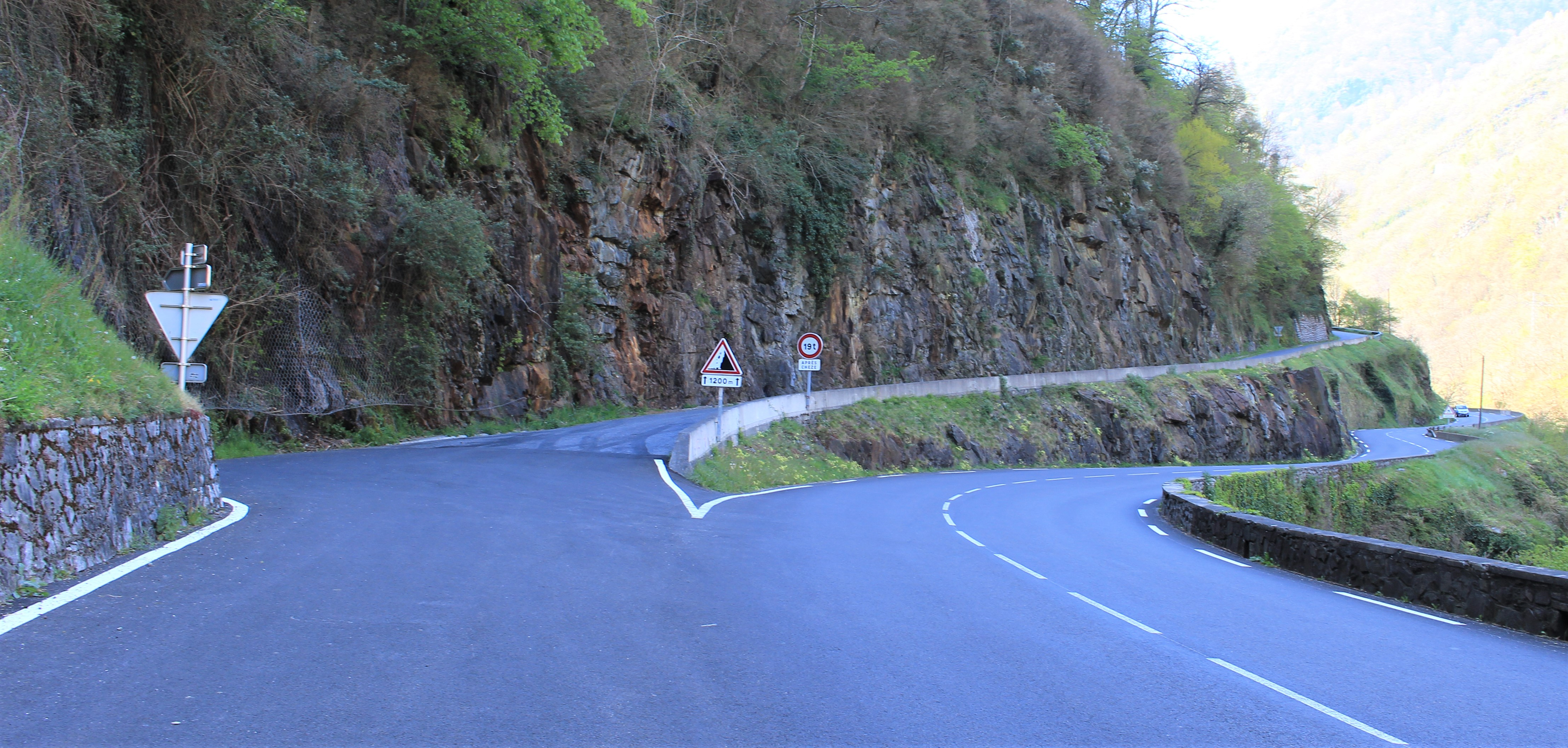
Intersection RD12.

### Construction
Il fallut attendre 1733 pour que des travaux améliorent ce sentier, pour cela, il fallait passer par le fond des gorges au bord du gave de Gavarnie ou de Pau. Les travaux débutèrent en 1732 pour arriver à Luz en 1736 et à Barèges seulement en 1745. Ce n'est qu'en 1744 que la première voiture attelée arrivait à Luz par ce qui fut appelé la route nationale n° 21 de Paris à Barèges. 
La construction de la route pour le désenclavement des communes avait aussi pour but de faire payer les impôts aux habitants des vallées, fut dirigée par l'ingénieur Polard sous les ordres de Monsieur de la Baune puis du Comte d'Etigny, tous deux intendants de la province. C'est grâce à ces travaux d'envergure pour l'époque qu'en 1746, Barèges dispose d'un hôpital militaire qui permit par la suite d'accueillir les blessés de la Guerre de Sept Ans (1756-1763).
La « route » était en fait une piste, aux normes de l'époque, à savoir une largeur de 3 toises, chacune de 6 pieds d'environ 0,32 cm soit au total environ 5.8 mètres.
En 1858, on commença la rectification du tracé entre les ponts de « la Escala » et « d'Enfer » en taillant la route dans la partie rocheuse de la rive droite. Les travaux durèrent 5 ans et ainsi, depuis le pont de Soulom jusqu'au pont de la Reine, on resta uniquement sur la rive droite du gave de Gavarnie.
Cette route si redoutée et repoussée par les valléens, devint petit à petit la principale voie de communication et d'échange avec la plaine.

### Tramway Pierrefitte – Cauterets – Luz

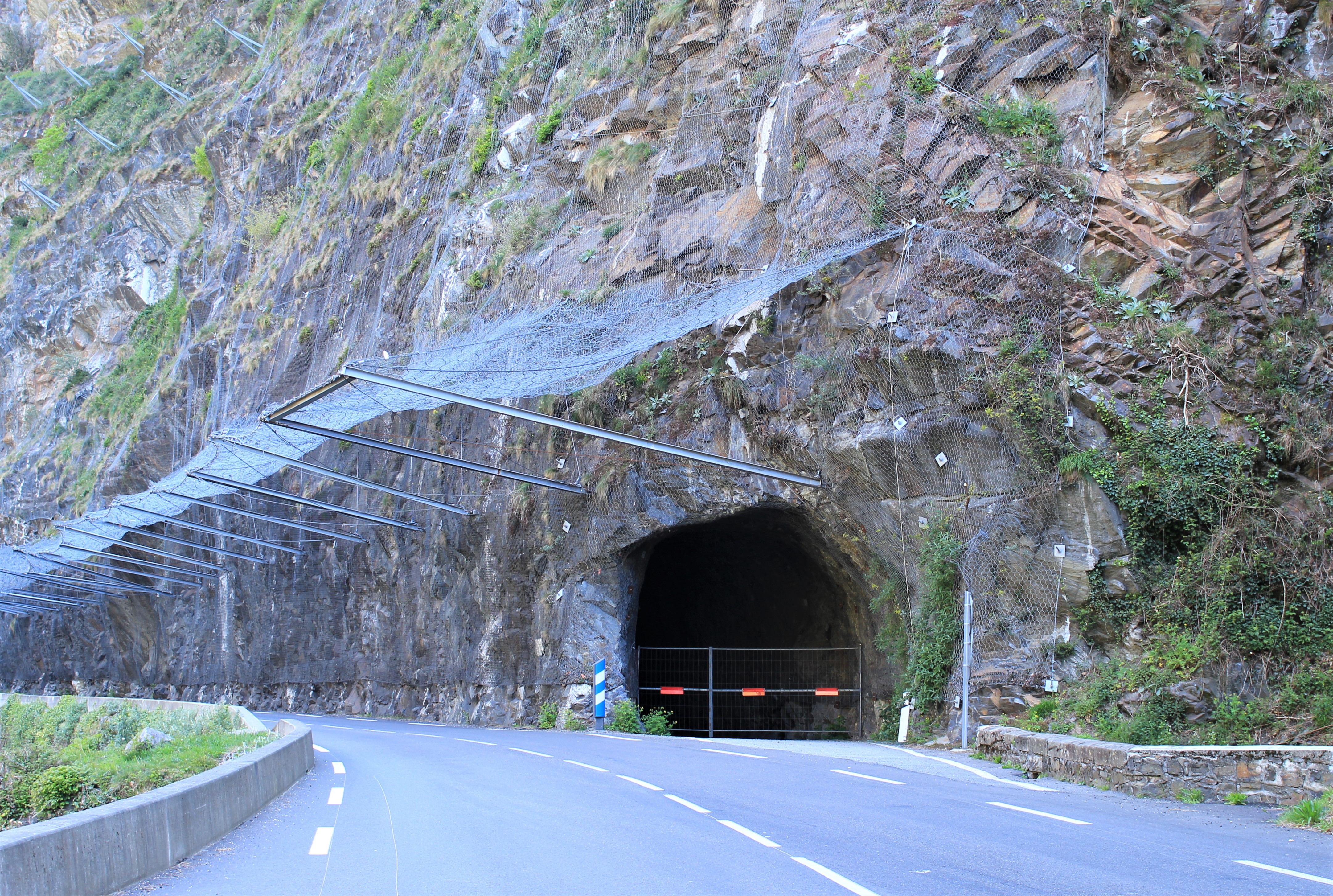
Entrée sud du tunnel de l'Arriou-Cluc.

Le 9 juin 1895 il fut décidé de prolonger la ligne de Lourdes à Pierrefitte-Nestalas qui datait de 1871 pour accéder à Luz mais aussi à Cauterets. Le choix d'un tramway s'imposa face aux contraintes géographiques des dénivelés. Les travaux commencèrent et la ligne fut inaugurée le 1er février 1901. Le tramway resta en service jusqu'en 1932. 
La voie fut installée sur toute sa longueur sur la Route Nationale 21, sauf pour le tunnel de l'Arriou-Cluc, elle franchissait le gave de Cauterets à Soulom, puis à Villelongue le gave de Pau puis longeait le gave en rive droite. Ensuite elle pénétrait sous un tunnel de 390 mètres de long à l'endroit où la gorge est la plus étroite. Suivant toujours la route, elle remontait la vallée du gave jusqu'au pont de la Reine qu'elle franchissait puis retraversait au pont de Pescadère et arrivait, en suivant la route bordée de magnifiques peupliers italiens, en gare de Luz, sur la commune d'Esquièze à 711 mètres d'altitude pour un trajet de 12 kilomètres environ parcourus en 50 minutes.

#### Nombre de voies
La route des gorges de Luz est sur la totalité de son tracé bidirectionnelle à deux voies avec de grosses difficultés de dépassement, surtout en été lors des vacances.

## Tracé
Elle est orientée nord sud à partir de Luz-Saint-Sauveur jusqu'à Pierrefitte-Nestalas, elle se prolonge vers Lourdes au nord de la vallée de Saint-Savin. Au sud la route des gorges suit vers Gavarnie et son cirque. Elle est située entièrement dans le Pays des Vallées des Gaves dans le Lavedan.

## Communes traversées
- Luz-Saint-Sauveur
- Esquièze-Sère
- Saligos
- Chèze
- Villelongue
- Soulom
- Pierrefitte-Nestalas

## Gestion, entretien et exploitation

### Organisation territoriale
En 2024, les services routiers départementaux sont organisés en cinq agences techniques départementales et 25 centres d'exploitation qui ont pour responsabilité l’entretien et l'exploitation des routes départementales de leur territoire. 
La RD 921 et donc la route des gorges dépend de l'agence des Pays des Vallées des Gaves et des centres d'exploitation d'Argelès-Gazost et de Luz-Saint-Sauveur.

### Exploitation
En saison hivernale, le département publie une carte des conditions de circulation (C1 circulation normale, C2 délicate, C3 difficile, C4 impossible).

## Galerie

Sélection de vues diverses
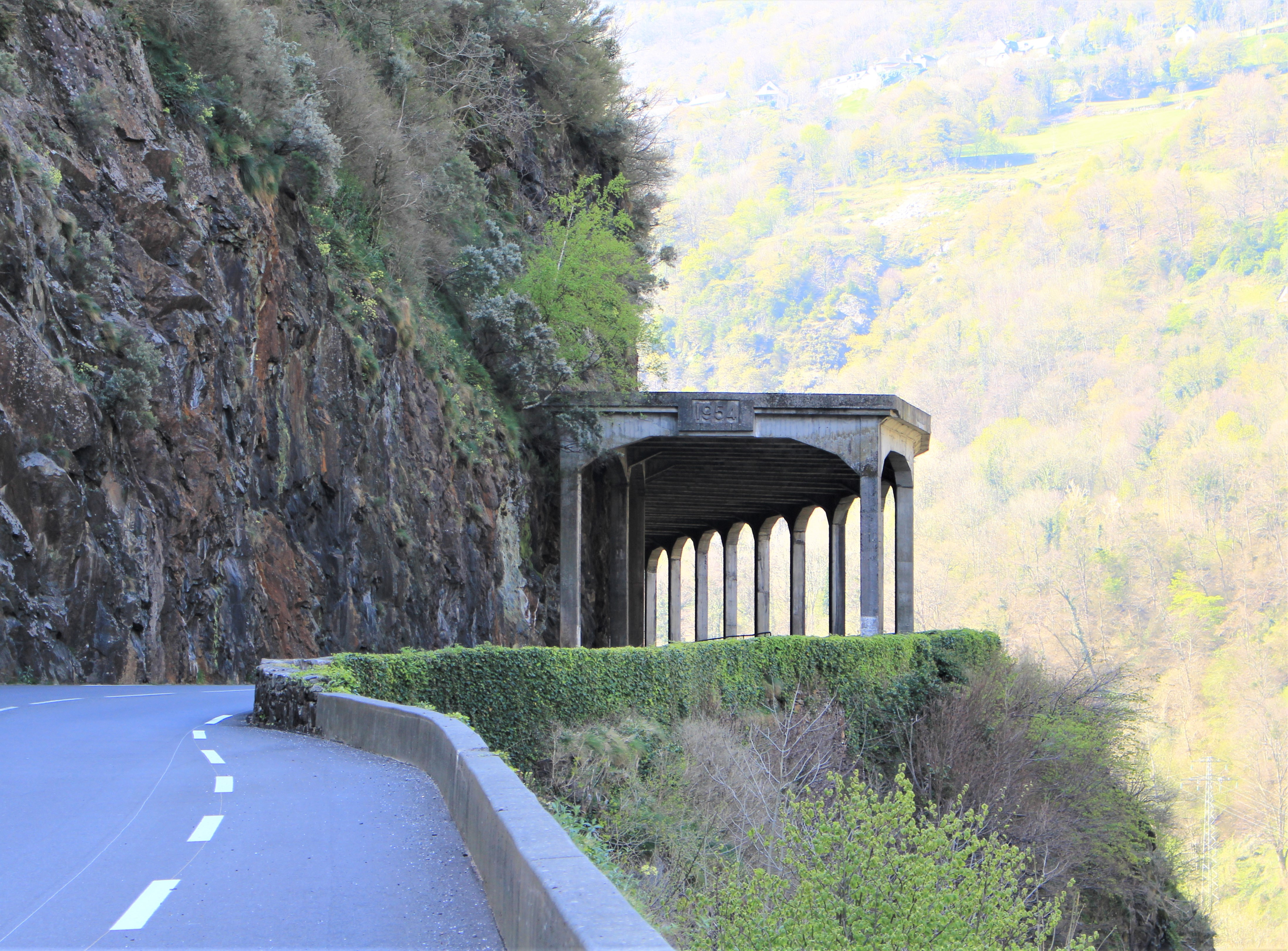
Paravalanche de 1954.
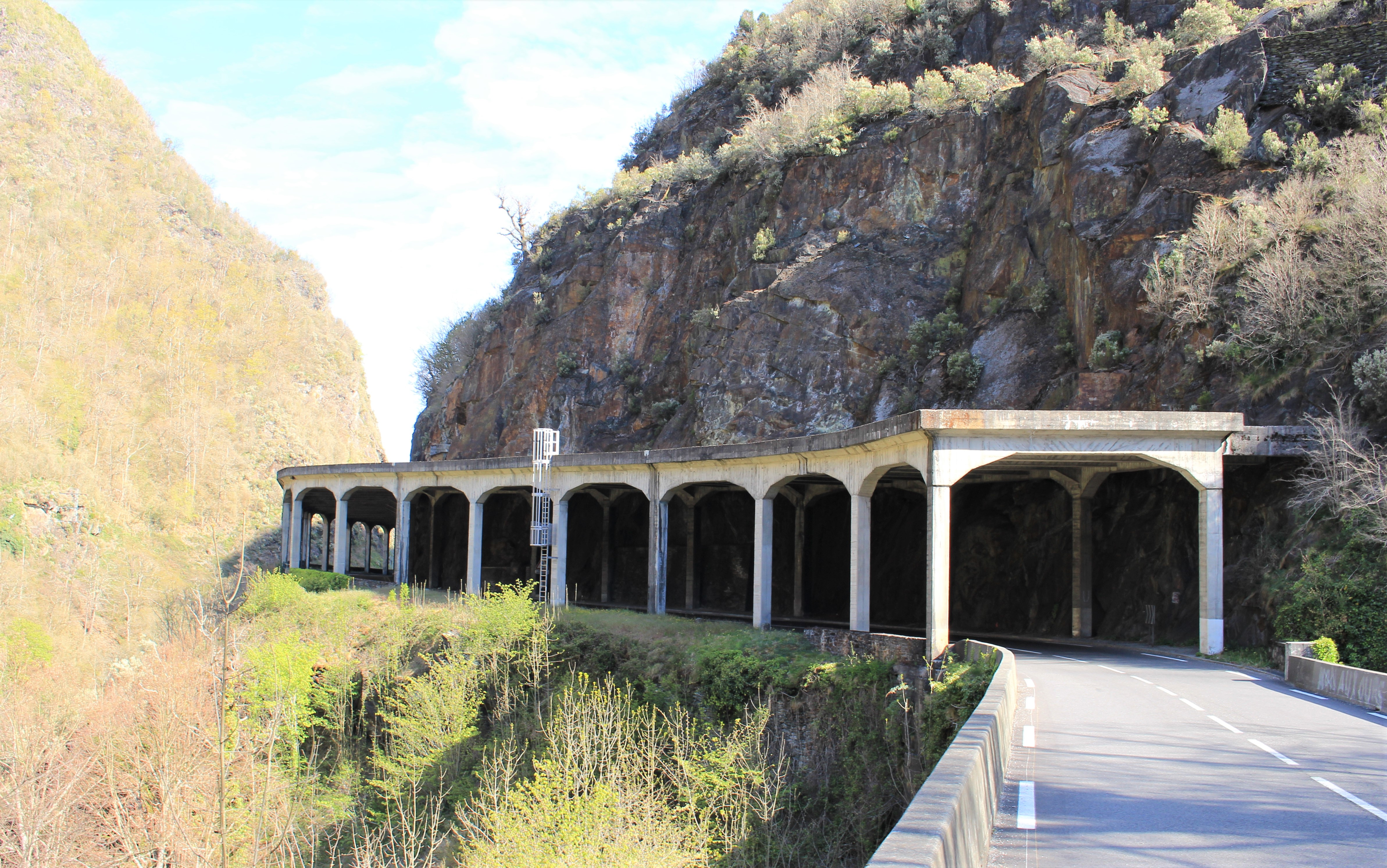
Paravalanche de 1954.
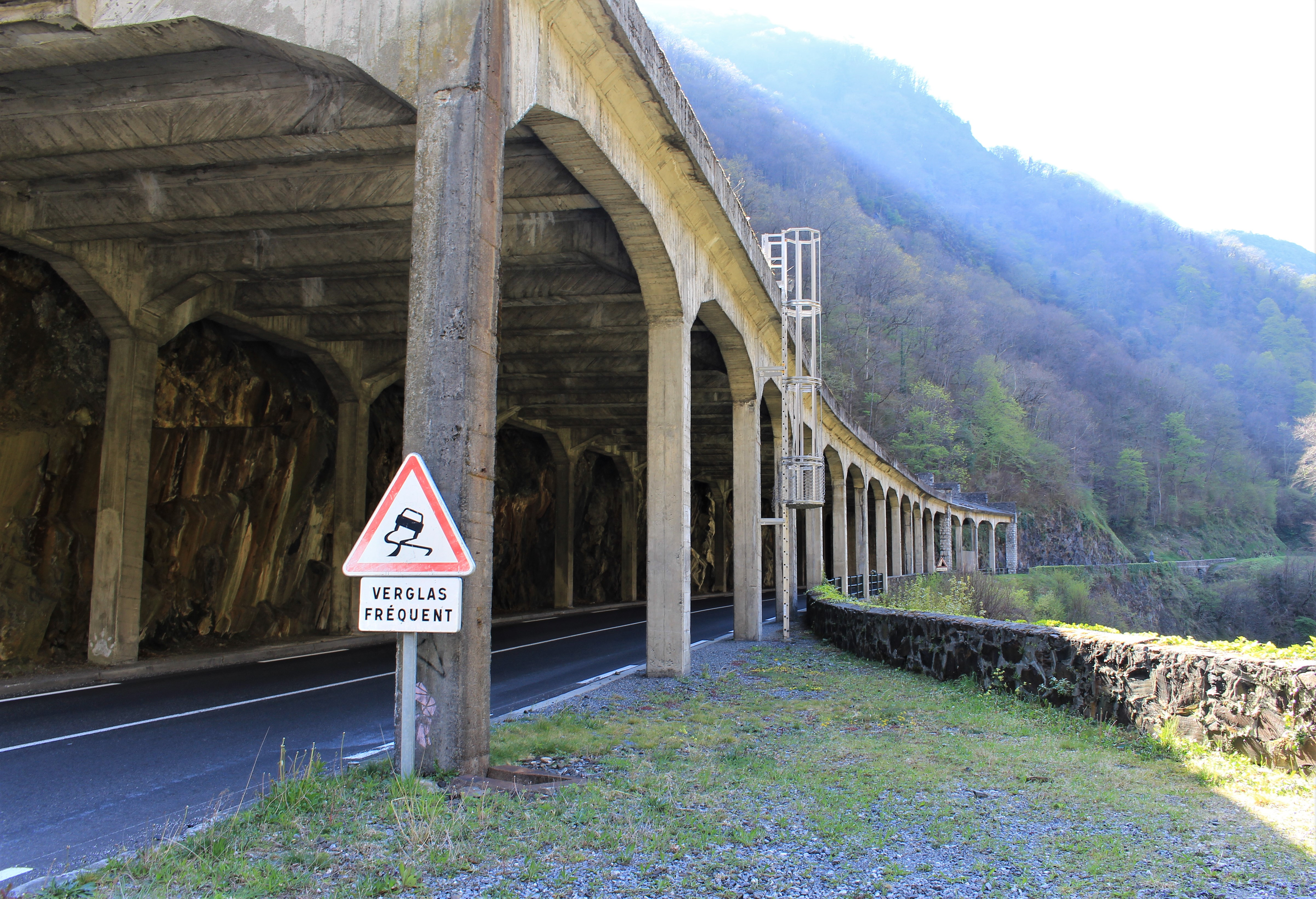
Paravalanche de 1956.
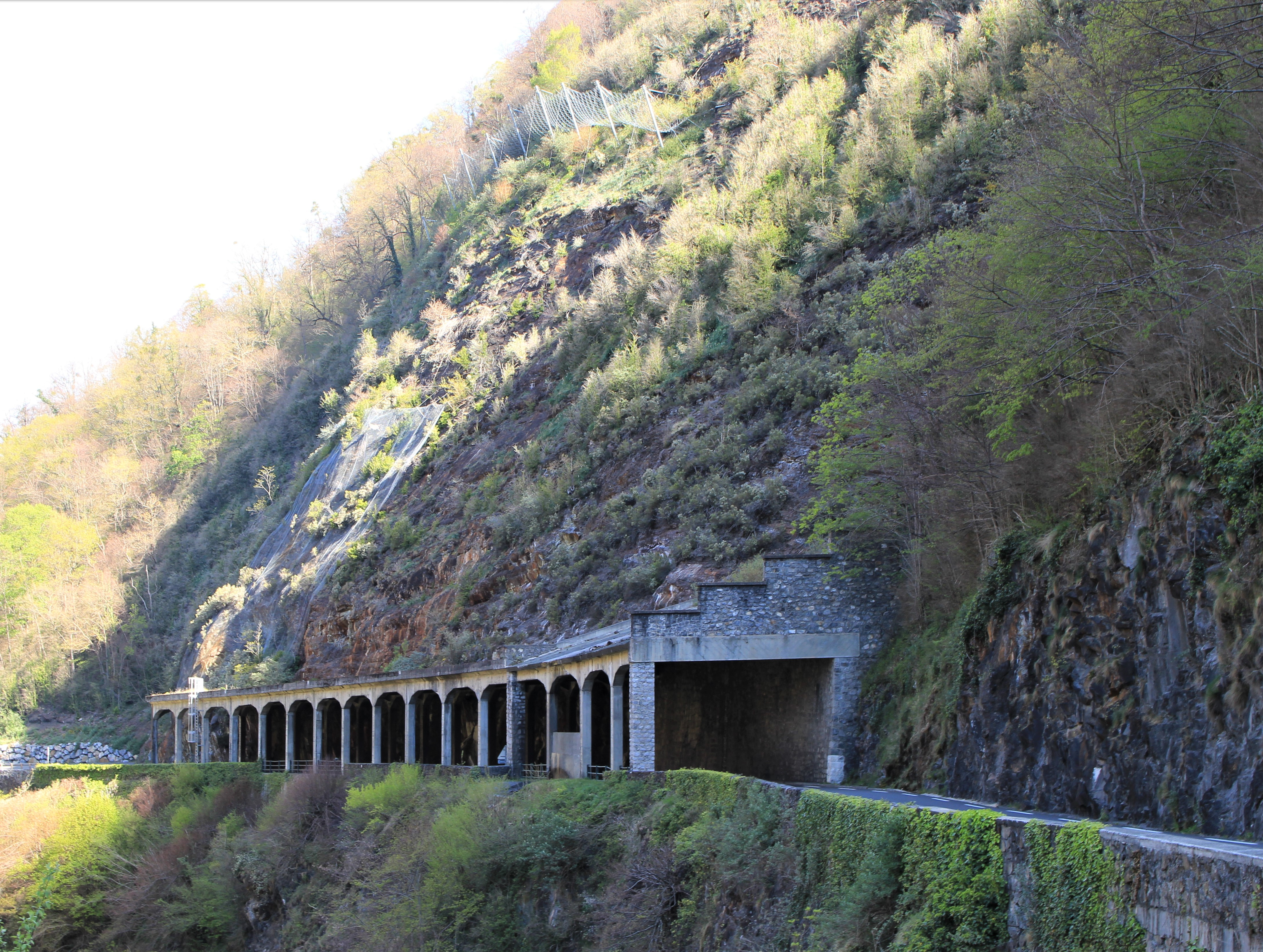
Paravalanche de 1956.
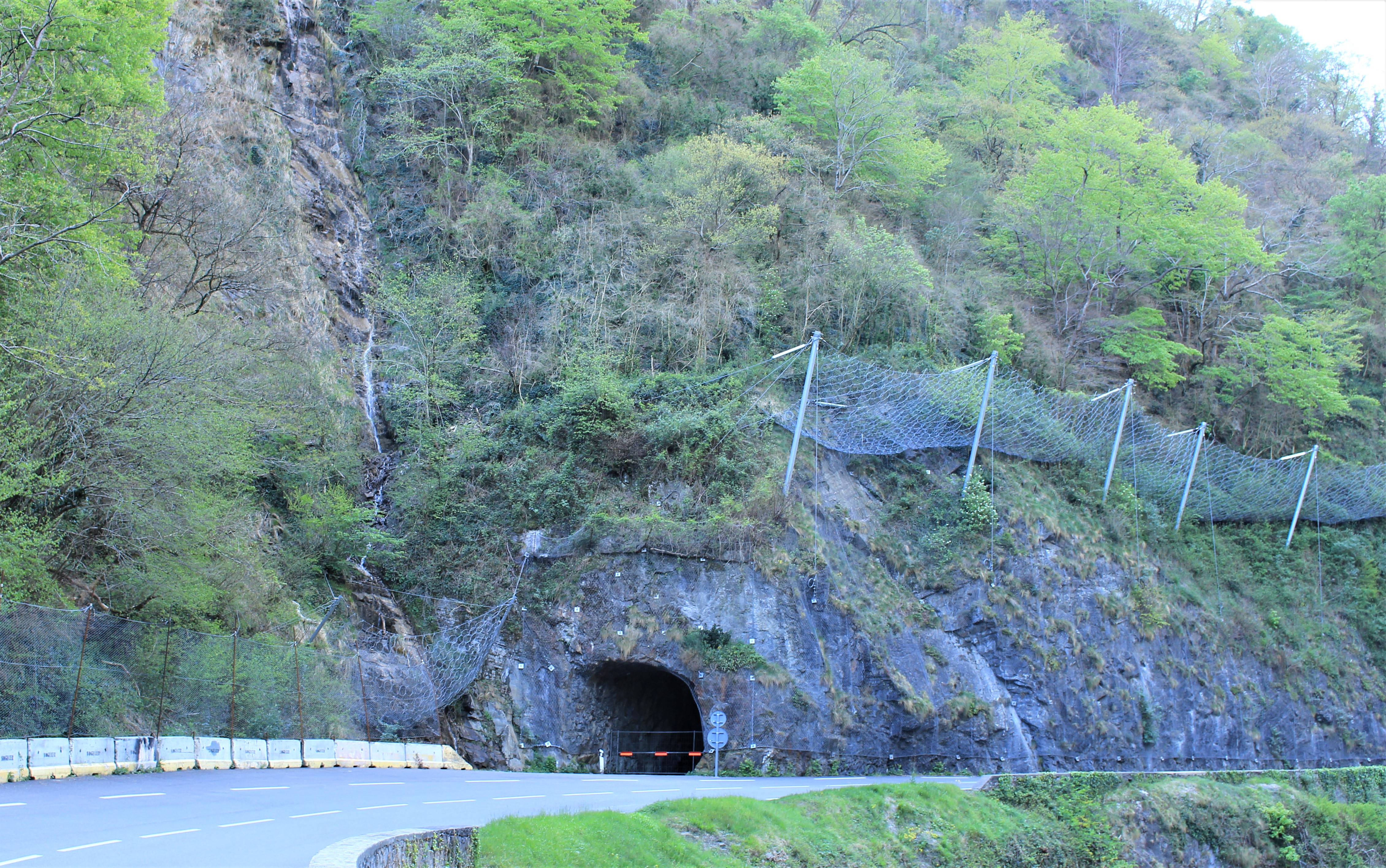
Entrée nord du tunnel de l'Arriou-Cluc.
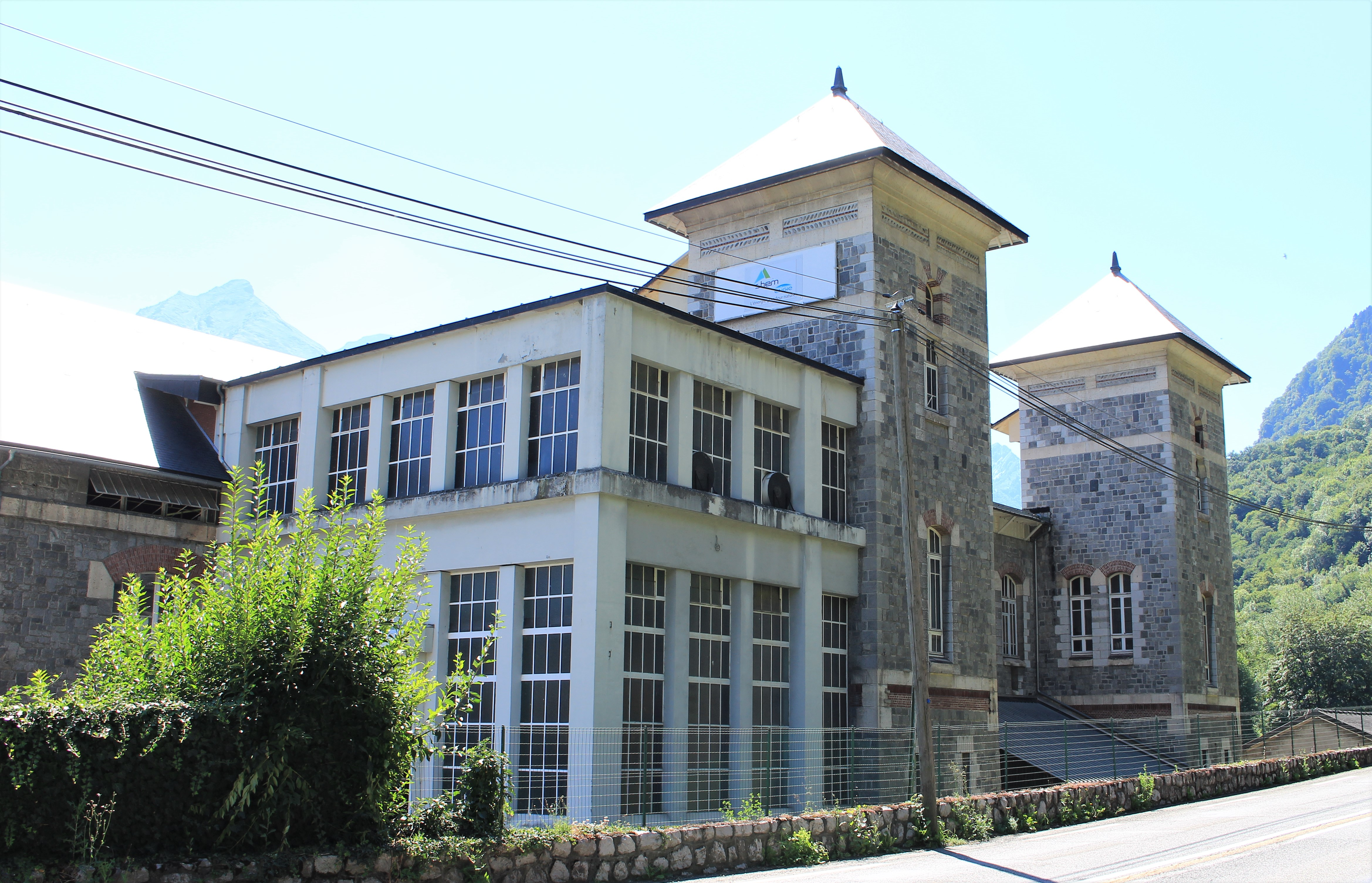
Centrale hydroélectrique de Soulom.
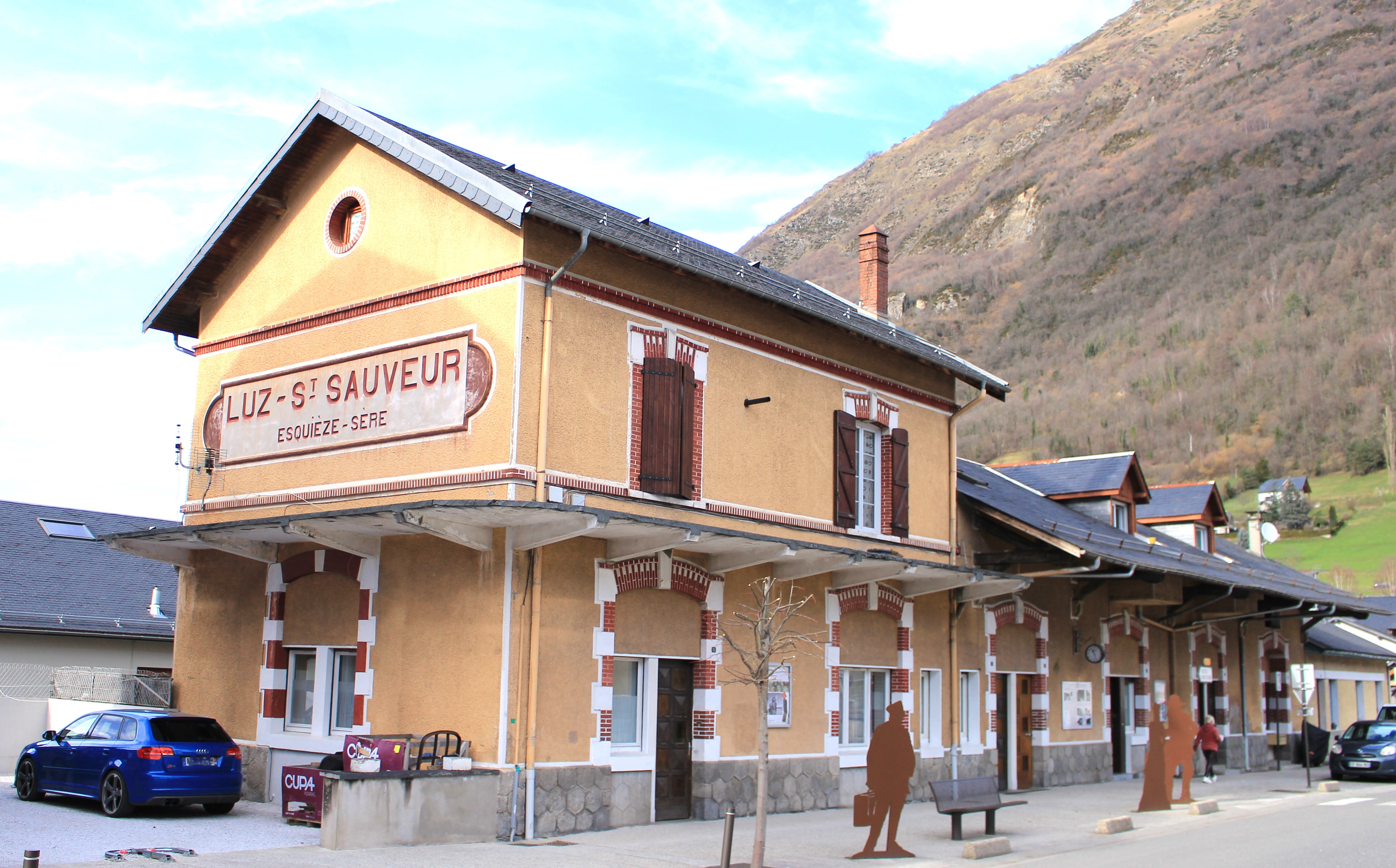
Ancienne gare de Luz-Saint-Sauveur.